# کوکر صورت‌سیاه
باقرقره صورت سیاه(به انگلیسی: Black-faced sandgrouse) پرنده‌ای از خانواده کوکر است که در اتیوپی، کنیا، سومالی، تانزانیا و اوگاندا زندگی می‌کند.